# Майсурська медаль
Майсурська медаль — медаль за кампанію, якою генерал-губернатор Індії нагороджував місцевих індійських солдатів президентських армій Ост-Індської компанії (ОІК), які брали участь у Третій англо-майсурській війні 1790—1792 рр.

## Критерії
Третя англо-майсурська війна велася між Королівством Майсур і британською ОІК та її союзниками. Війна закінчилася в березні 1792 року Серінгапатамським договором, за яким Майсур відмовився від більшої частини своєї території.
Медаль була дозволена у квітні 1793 року лордом Корнволлісом, генерал-губернатором Індії, який командував силами кампанії у Майсурі. Нею нагороджували корінних індійців, які входили до складу сил кампанії: золотом — старшим місцевим офіцерам, включаючи субедарів; сріблом для молодших офіцерів, включаючи джемадарів і серангів; з сержантами та сипаями, включно з гавільдарами, найками, тіндалами та ласкарами, які отримали меншу срібну медаль. Європейці, в тому числі ті, хто служив у ОІК і британській армії, медалі не отримали.
Загалом було вручено близько 7 тисяч медалей.
На додаток до медалі, солдати ОІК, які служили в кампанії, отримували додаткові шість місяців надбавки.
Полки ОІК, які брали участь у кампанії, отримали бойову честь Майсура (1789–91).

## Опис
Уряд Індії доручив приватному ювелірному майстру в Калькутті підготувати штампи та карбувати медалі із золота та срібла. Золоті медалі були 1,7 дюйма (43 мм) в діаметрі, тоді як срібло випускалося двох розмірів: 1,7 дюйма (43 мм) і 1,5 дюйма (38 мм). Усі типи мали загальну конструкцію:На аверсі зображено зображення сипая в повний зріст, який тримає Юніон Джек у правій руці та прапор Майсура, перевернутий догори ногами, у лівій. На задньому плані видно фортецю Серінгапатам. Напису немає. На реверсі всередині лаврового вінка напис англійською мовою FOR SERVCIES IN MYSORE AD 1791—1792 з перським написом по краю, який перекладається як: Знак хоробрості військ англійського уряду у війні в Майсурі, в роки хіджри 1205—1206. Медаль випущена безіменна.Підвіска кільця дозволяла носити медаль на шиї за допомогою підвіски, зазвичай жовтого або пісочного кольору.